# NGC 7302
NGC 7302 est une galaxie lenticulaire située dans la constellation du Verseau. Cette galaxie a été découverte par l'astronome germano-britannique William Herschel en 1785. Elle fut aussi observée par l'astronome américain Lewis Swift le 8 aout 1866 et inscrite à l'Index Catalogue sous la désignation IC 5228.

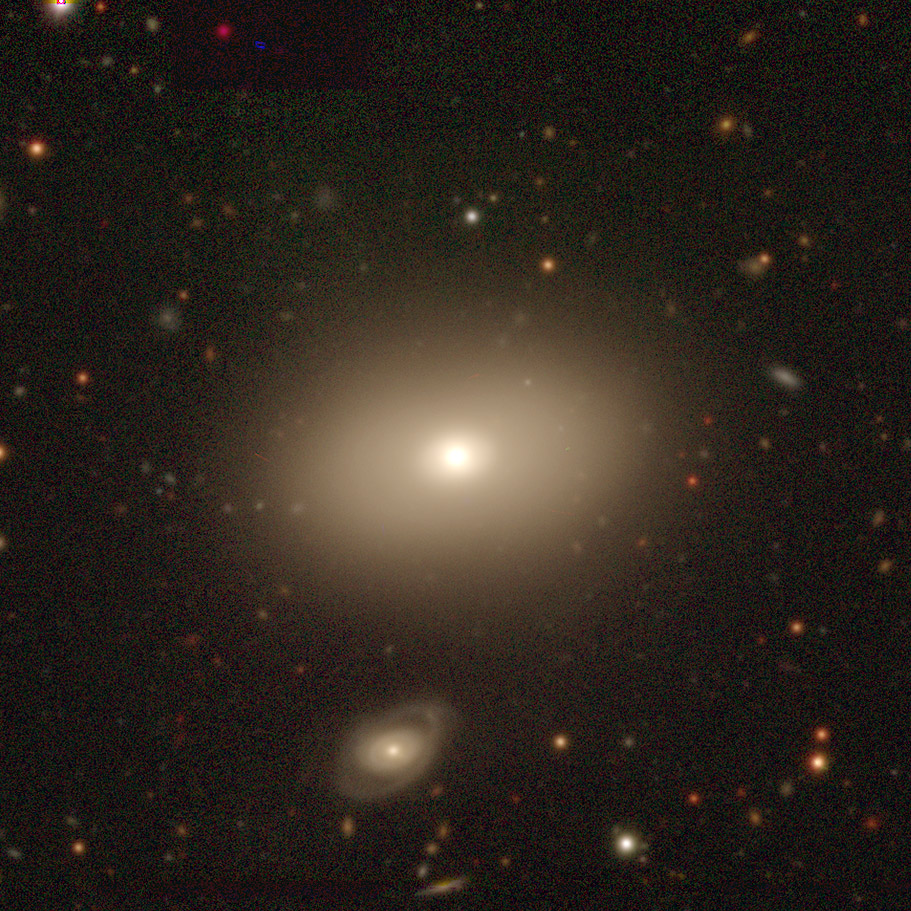
NGC 7302 par le projet « Legacy Surveys DR10 ».

La vitesse de NGC 7302 par rapport au fond diffus cosmologique est de 2 362 ± 29 km/s, ce qui correspond à une distance de Hubble de 34,8 ± 2,5 Mpc (∼114 millions d'al).
À ce jour, sept mesures non basée sur le décalage vers le rouge (redshift) donne une distance de 35,743 ± 11,934 Mpc (∼117 millions d'al). Cette valeur est à l'intérieur des valeurs de la distance de Hubble.
Selon la base de données NASA/IPAC, qui cite en référence l'ouvrage de de Vaucouleurs, G.; de Vaucouleurs, A.; Corwin, J. R., NGC 7300 et NGC 7302 forment une paire de galaxies. Nais, la distance de Hubble de NGC 7300 est de 67,35 ± 4,73 Mpc (∼220 millions d'al), soit à plus de 30 Mpc plus loin. Il s'agit donc d'un couple purement optique.
Cependant, la distance de Hubble de PGC 69114 située au nord-est et à proximité de NGC 7302 est de 32,07 ± 2,28 Mpc (∼105 millions d'al), ce qui est très semblable à la distance de NGC 7302. Ces deux galaxies pourraient donc former une paire réelle. Quant à la galaxie PGC 928438 (LEDA 928438) situé au sud de NGC 7302, c'est une lointaine galaxie dont la distance de Hubble est de 287 ± 20 Mpc (∼936 millions d'al).